# Сэнэтеску, Константин
Константи́н Сэнэте́ску (рум. Constantin Sănătescu; 14 января 1885, Крайова — 8 ноября 1947, Бухарест) — румынский государственный и военный деятель, участник свержения диктатора Иона Антонеску 23 августа 1944 года, в результате которого Румыния перешла на сторону антигитлеровской коалиции, и первый премьер-министр Румынии после данного переворота.

## Биография
Родился 14 января 1885 года в Крайове.
Сын генерала Георге Сэнэтеску. Окончил Военное училище в Бухаресте (1907). Участвовал в войне в Болгарии в 1913 году и в Первой мировой войне. Позднее был военным атташе в Париже и Лондоне. Генерал с 1935 года, заместитель начальника генштаба с 1937 года. Возглавлял румынскую военную делегацию на переговорах в Москве в 1940 году, связанных с переходом части румынской территории под контроль СССР.
Во время отступления румынских войск из Бессарабии подчинённые Сэнэтеску части участвовали в Дорохойском погроме.
С 1941 по 1943 год командовал 4-м корпусом; с 1943 по 1944 — командующий 4-й армии.
После отстранения от власти Иона Антонеску король Михай I назначил Сэнэтеску на должность премьер-министра, однако под давлением Сталина тот уже 2 декабря 1944 вынужден был уйти в отставку и уступить премьерский пост Николае Рэдеску. Сменил Рэдеску на посту начальника румынского Генштаба. Умер от рака 8 ноября 1947 года, похоронен с воинскими почестями.